# Гојин Дол
Гојин Дол (буг. Гоин дол) је насеље у Србији у општини Димитровград у Пиротском округу. Према попису из 2022. било је 178 становника.

## Историја
Гојин Дол се налази око 5,5 km западно од Димитровграда (некадашњег Цариброда). Данас је, услед замирања планинских села и концентрације становништва у граду и ближој околини, једно од најмногољуднијих села димитровградске општине.
У периоду турске власти, Гојин Дол је спадао у групу мањих насеља. Село је настало на левој обали Нишаве, прекопута брда на десној страни реке, које носи назив Кале и на чијем врху су остаци касноантичког односно рановизантијског утврђења. Новија археолошка истраживања показују да се, у античко време, у непосредној близини овог утврђења (Гојиндолско кале), неколико путева укрштало са једном од најважнијих римских саобраћајница на Балкану. Римски Војни пут (Via militaris) ишао је из правца Цариброда десном обалом Нишаве да би управо у подножју Калеа прелазио на леву обалу и настављао даље према Пироту. На основу досадашњег стања истражености можемо рећи да се Гојин Дол први пут помиње у турском катастарском дефтеру (tapu tahrir defteri) из 1525. године, као село које припада Пиротском кадилуку Софијског санџака, али нема сумње да је знатно старије. Његов словенски назив, као и старина околних села потврђена турским пописима из 15. века (Попов, 1966) иду у прилог мишљењу да порекло насеља треба тражити у средњем веку.
Приходи које је држава убирала од Гојин Дола служили су, кроз цео 16. век, за издржавање спахија Софијског санџака.
Судећи према врстама пореза, у атару села гајиле су се житарице: пшеница, јечам и мешаница.
Изразито велики демографски раст четрдесетих година 16. века је последица досељавања а не природног прираштаја. Будући да је на једном од најважнијих путева Османског царства – Цариградском друму (бивши Via militaris), село је било изненада насељено. На интензивнији раст је утицала и близина Великог и Малог Цариброда који су, према попису из 1525. године, имали укупно 127 пореских обвезника.

## Демографија
У насељу Гојин Дол живи 213 пунолетних становника, а просечна старост становништва износи 51,0 година (48,7 код мушкараца и 53,1 код жена). У насељу је 2002. године постојало 101 домаћинство, а просечан број чланова по домаћинству био је 2,61.
Становништво у овом насељу веома је нехомогено, а у последња три пописа, примећен је пад у броју становника.
|  |

| Демографија | Демографија | Демографија |
| Година      | Становника  | Становника  |
| ----------- | ----------- | ----------- |
| 1948.       | 518         |             |
| 1953.       | 493         |             |
| 1961.       | 348         |             |
| 1971.       | 330         |             |
| 1981.       | 343         |             |
| 1991.       | 333         | 327         |
| 2002.       | 264         | 266         |
| 2011.       | 242         |             |
| 2022.       | 178         |             |

| Година пописа     | 1948. | 1953. | 1961. | 1971. | 1981. | 1991. | 2002. |
| ----------------- | ----- | ----- | ----- | ----- | ----- | ----- | ----- |
| Број домаћинстава | 97    | 102   | 105   | 110   | 129   | 125   | 101   |

| Број чланова      | 1  | 2  | 3  | 4  | 5 | 6 | 7 | 8 | 9 | 10 и више | Просек |
| ----------------- | -- | -- | -- | -- | - | - | - | - | - | --------- | ------ |
| Број домаћинстава | 16 | 37 | 21 | 24 | 3 | 0 | 0 | 0 | 0 | 0         | 2,61   |

| Пол    | Укупно | Неожењен/Неудата | Ожењен/Удата | Удовац/Удовица | Разведен/Разведена | Непознато |
| ------ | ------ | ---------------- | ------------ | -------------- | ------------------ | --------- |
| Мушки  | 127    | 43               | 74           | 6              | 4                  | 0         |
| Женски | 119    | 13               | 73           | 30             | 2                  | 1         |
| УКУПНО | 246    | 56               | 147          | 36             | 6                  | 1         |

| Пол    | Укупно                    | Пољопривреда, лов и шумарство | Рибарство                            | Вађење руде и камена | Прерађивачка индустрија       |
| ------ | ------------------------- | ----------------------------- | ------------------------------------ | -------------------- | ----------------------------- |
| Мушки  | 49                        | 6                             | 0                                    | 0                    | 23                            |
| Женски | 29                        | 1                             | 0                                    | 0                    | 20                            |
| УКУПНО | 78                        | 7                             | 0                                    | 0                    | 43                            |
| Пол    | Производња и снабдевање   | Грађевинарство                | Трговина                             | Хотели и ресторани   | Саобраћај, складиштење и везе |
| Мушки  | 3                         | 3                             | 1                                    | 2                    | 5                             |
| Женски | 1                         | 0                             | 1                                    | 2                    | 0                             |
| УКУПНО | 4                         | 3                             | 2                                    | 4                    | 5                             |
| Пол    | Финансијско посредовање   | Некретнине                    | Државна управа и одбрана             | Образовање           | Здравствени и социјални рад   |
| Мушки  | 0                         | 0                             | 3                                    | 3                    | 0                             |
| Женски | 0                         | 0                             | 0                                    | 1                    | 3                             |
| УКУПНО | 0                         | 0                             | 3                                    | 4                    | 3                             |
| Пол    | Остале услужне активности | Приватна домаћинства          | Екстериторијалне организације и тела | Непознато            | Непознато                     |
| Мушки  | 0                         | 0                             | 0                                    | 0                    | 0                             |
| Женски | 0                         | 0                             | 0                                    | 0                    | 0                             |
| УКУПНО | 0                         | 0                             | 0                                    | 0                    | 0                             |

| Етнички састав према попису из 2002.‍ | Етнички састав према попису из 2002.‍ | Етнички састав према попису из 2002.‍ | Етнички састав према попису из 2002.‍ | Етнички састав према попису из 2002.‍ |
| ------------------------------------ | ------------------------------------ | ------------------------------------ | ------------------------------------ | ------------------------------------ |
|                                      |                                      |                                      |                                      |                                      |
| Бугари                               | Бугари                               |                                      | 97                                   | 36,74%                               |
| Срби                                 | Срби                                 |                                      | 91                                   | 34,46%                               |
| Роми                                 | Роми                                 |                                      | 2                                    | 0,75%                                |
| Македонци                            | Македонци                            |                                      | 1                                    | 0,37%                                |

| Етнички састав према попису из 2022.‍ | Етнички састав према попису из 2022.‍ | Етнички састав према попису из 2022.‍ | Етнички састав према попису из 2022.‍ | Етнички састав према попису из 2022.‍ |
| ------------------------------------ | ------------------------------------ | ------------------------------------ | ------------------------------------ | ------------------------------------ |
|                                      |                                      |                                      |                                      |                                      |
| Срби                                 | Срби                                 |                                      | 80                                   | 44,9%                                |
| Бугари                               | Бугари                               |                                      | 77                                   | 43,3%                                |
| Роми                                 | Роми                                 |                                      | 6                                    | 3,4%                                 |